# Lukas Simonis
Lukas Simonis es un guitarrista holandés de música experimental. Ecléctico y nada convencional, Simonis muestra claras influencias del free jazz. Fue miembro de la banda Trespassers W desde 1987 hasta 1991.
Simonis ha trabajado con numerosos artistas, entre ellos Pierre Bastien, Anne La Berge, G.W. Sok (The Ex), Goh Lee Kwang, Takayuki Kawabata y Eugene Chadbourne.

## Discografía
- Lukas Simonis & Pierre Bastien - Mots D'Heure: Gousses, Rames, (CD) In-Poly-Sons, 2002 In-Poly-Sons[1]
- Lukas Simonis & Goh Lee Kwang - First Album + Bonus EP 2005
- Stots, CD 2006 Z6[2]
- Lukas Simonis - Stots, (CD), Z6[5],  2006
- Lukas Simonis - Collaborations (w/ various artists), (CD), Herbal records, 2006
- Lukas Simonis & Takayuki Kawabata  - News, (CD/LP) Z6Records, 2007
- Anne La Berge & Lukas Simonis - Rust Fungus, CD 2010 Z6
- Candlesnuffer & Lukas Simonis - Nature Stands Aside, CD/LP 2011 hellosQuare Recordings, Z6
- Zoikle (Simons, G.W. Sok and others) - Illusies 1 & 2, 7, 2011
- Lukas Simonis & Goh Lee Kwang - First Album + Bonus EP (CD) Herbal records, 2012
- Lukas Simnonis & Estos Noson Pagagos - Hebban Olla Vogalas (CD) Pri-Ma Records 1995,
- Lukas Simnonis & Ornament & Crime Arkestra - Farbe Couleur, Colors (CD) AMF, 1995
- Lukas Simnonis & Morzelpronk - No Light, No House (CD) 1994, Kl’mpenzorro (CD) 2000
- Lukas Simnonis & The Rosebuds - The Rosebud Mystery (K7) 1995
- Lukas Simnonis & The Rhinestones & Kathenka - Chelsea Girl (CD) 1998
- Lukas Simnonis & Eugene Chadbourne & the Insect and Western Party - Beauty and the Bloodsucker (CD) Leo Records, 1999
- Lukas Simnonis &; Faces - Tijdlus (DVD, 2010)
- Lukas Simnonis &; Apricot My Lady - Newly Refurbished And Tussock Moth (CDr/LP) esc.rec. 2009
- Lukas Simnonis &; Perfect Vacuum -  A Guide to the Music of the 21th Century (CD) Acid Soxx, 2009
- Lukas Simnonis &; Zoikle (Simonis, G.W. Sok) - Illusies 1 & 2, (7”) 2011
- Lukas Simnonis &; Kodi & Pausa - In one week and new toys to play (CD) Korm plastics, 2005
- Lukas Simnonis &; Peter Stampfel & the Worm All-Stars - A Sure Sign of Something (CD) Acid Soxx, 2010
- Lukas Simnonis &; The Static Tics - My favorite Tics (CD) Z6records, 2011

### Aa Kismet
- Where's The Rest Of Me? (CD/LP), ADM, 1999
- What's The Use Of Crying When The Wolves Have Arrived (CD/LP/Dig) Z6, 2001

### VRIL
- The Fatal Duckpond (CD) ReR Megacorp, 2009
- Effigies in Cork (CD) ReR Megacorp, 2006
- VRILfilms (DVD) Z6Records 2011

### Coolhaven
- Blue Moustache (CD/LP/dig) z6 2001
- Trømblocque Phantasiën (CD/LP) Taple, 2006
- Felix Kubin & Coolhaven - There Is A Garden b/w Waschzwangmama (7" Single) A-Musik 2006
- Felix Kubin & Coolhaven - Suppe fur die nacht (CD) Korm Plastics, 2007
- Bobby Conn/Coolhaven - Bigmag. III POLYTOPIA - For The Quasi Crystals (12", Pic, Ltd) Drop Of Blood Records 2008

### Dull Schicksal
- Eva Braun (EP) Golden Mercy 1984
- This Side Of Toilet Rug (LP) Golden Mercy 1985
- Your Aunt In Her Cupboard (LP) A Deaf Mute 1989
- My Tree Has As Much Branches As Roots (7") Golden Mercy 1989
- They Saved Hitler's Brain (CD, LP) ADM Records 1990
- Neem Die Pijp Uit Je Muil, Jij Hond (CD, LP) ADM Records 1992
- Dikke Mannen (CD, LP) ADM Records 1993
- Herfstblad'ren (CD, LP) AMF - Music 1994
- Ambush (CD, LP) AMF - Music 1997

### Trespasser W
- Pretty Lips Are Red (LP)	Dead Man's Curve	 1987
- Dummy (2xLP, Album)	TW	 1988
- Potemkin (LP, Album)	TW	 1989
- Roots & Locations (LP)	ADM, TW	 1991
- Fly Up In The Face Of Life (CD, Album) AMF - Music 1996
- Leaping The Chasm (CD, Album)	Organic	 1999
- Pretty Lips Are Red & The Ghost Of The Jivaro Warrior (CD, Album, Ltd + Box, Ltd)	Mecanique Populaire	 2002

#### Singles & EP
- Macht Kaputt (7", EP)	ADM	 1989
- Kinder e.p. (10")	TW	 1991

### Liana Flu Winks
- Sunshine Furball (CD) Z6records, 2002
- The Discombobulators (CD) Z6records,  2004
- Hay Test Grits (CD) Z6records,  2012

## Vínculos
- Página Web Oficial

- Datos: Q542494
- Multimedia: Lukas Simonis / Q542494